# Astragalus lamondiae
Astragalus lamondiae là một loài thực vật có hoa trong họ Đậu. Loài này được I.Deml miêu tả khoa học đầu tiên.